# تحيز المعلومات (علم الأوبئة)
يشير تحيز المعلومات في الوبائيات إلى التحيز الناجم عن خطأ القياس. يشار إلى تحيز المعلومات أيضاً باسم «خطأ الملاحظة أو خطأ التصنيف». يعرف علم الأوبئة برعاية الرابطة الدولية لعلم الأوبئة هذا الموضوع بما يلي:
1. وجود خلل في قياس التعرض أو المتغيرات المشتركة أو متغيرات النتائج التي تؤدي إلى اختلاف جودة (دقة) المعلومات بين مجموعات المقارنة. قد لا يكون حدوث تحيزات المعلومات مستقلًا عن حدوث تحيزات الاختيار.
2. التحيز في التقدير الناجم عن أخطاء القياس"[2]

## خطأ التصنيف
يشير خطأ التصنيف إلى خطأ في القياس. هناك نوعان من سوء التصنيف في البحوث الوبائية: سوء التصنيف غير التفريقي وتصنيف الخطأ التفاضلي.

### خطأ التصنيف غير التفاضلي
يحدث التصنيف الخاطئ غير التفاضلي عندما يكون لجميع فئات أو مجموعات أو فئات المتغير (سواء كان التعرض أو النتيجة أو المتغير المشترك) نفس معدل الخطأ أو احتمال أن يتم تصنيفهم بشكل خاطئ لجميع موضوعات الدراسة. لقد تم الافتراض بشكل تقليدي أنه في حالة المتغيرات الثنائية أو ثنائية التفرع فإن التصنيف الخاطئ غير التفاضلي سيؤدي إلى «التقليل» من العلاقة المفترضة بين التعرض والنتيجة. ومع ذلك، فقد تم تحدي هذا مؤخراً في أن نتائج الدراسات الفردية تمثل تقدير واحد وليس متوسط القياسات المتكررة وبالتالي يمكن أن تكون أبعد (أو أقرب) من القيمة الخالية (أي الصفر) إلى القيمة الحقيقية.

### خطأ التصنيف التفاضلي
يحدث خطأ التصنيف التفاضلي عندما يختلف معدل الخطأ أو احتمال أن يتم تصنيفه خطأ عبر مجموعات من المواد الدراسية. على سبيل المثال، قد تكون دقة قياس ضغط الدم أقل بالنسبة لموضوعات الدراسة الأخف، أو قد تجد دراسة لكبار السن أن التقارير الواردة من كبار السن المصابين بالخرف أقل موثوقية من تلك التي لا تحتوي على الخرف. يمكن أن يختلف تأثير (آثار) هذا التصنيف الخاطئ من المبالغة في التقدير إلى التقليل من القيمة الحقيقية. طور الإحصائيون أساليب لضبط هذا النوع من التحيز، مما قد يساعد إلى حد ما في التعويض عن هذه المشكلة عندما تكون معروفة وعندما تكون قابلة للقياس الكمي.